# جولیتا گویچاردی
جولیتا گویچاردی (به ایتالیایی: Giulietta Guicciardi)‏ (۲۳ نوامبر ۱۷۸۲ – ۲۲ مارس ۱۸۵۶) کُنتِس اتریشی ایتالیایی‌الاصل که مدتی از شاگردان و دوستان نزدیکِ لودویگ فان بتهوون، آهنگساز بزرگ آلمانی بود.
معروفیتِ او به این دلیل است که بتهوون سونات پیانو شماره ۱۴ خود در دو دیِز مینور، اُپوس ۲۷ شماره ۱ خود را -که امروزه به سونات مهتاب معروف است- در سال ۱۸۰۲ به او تقدیم‌کرد.

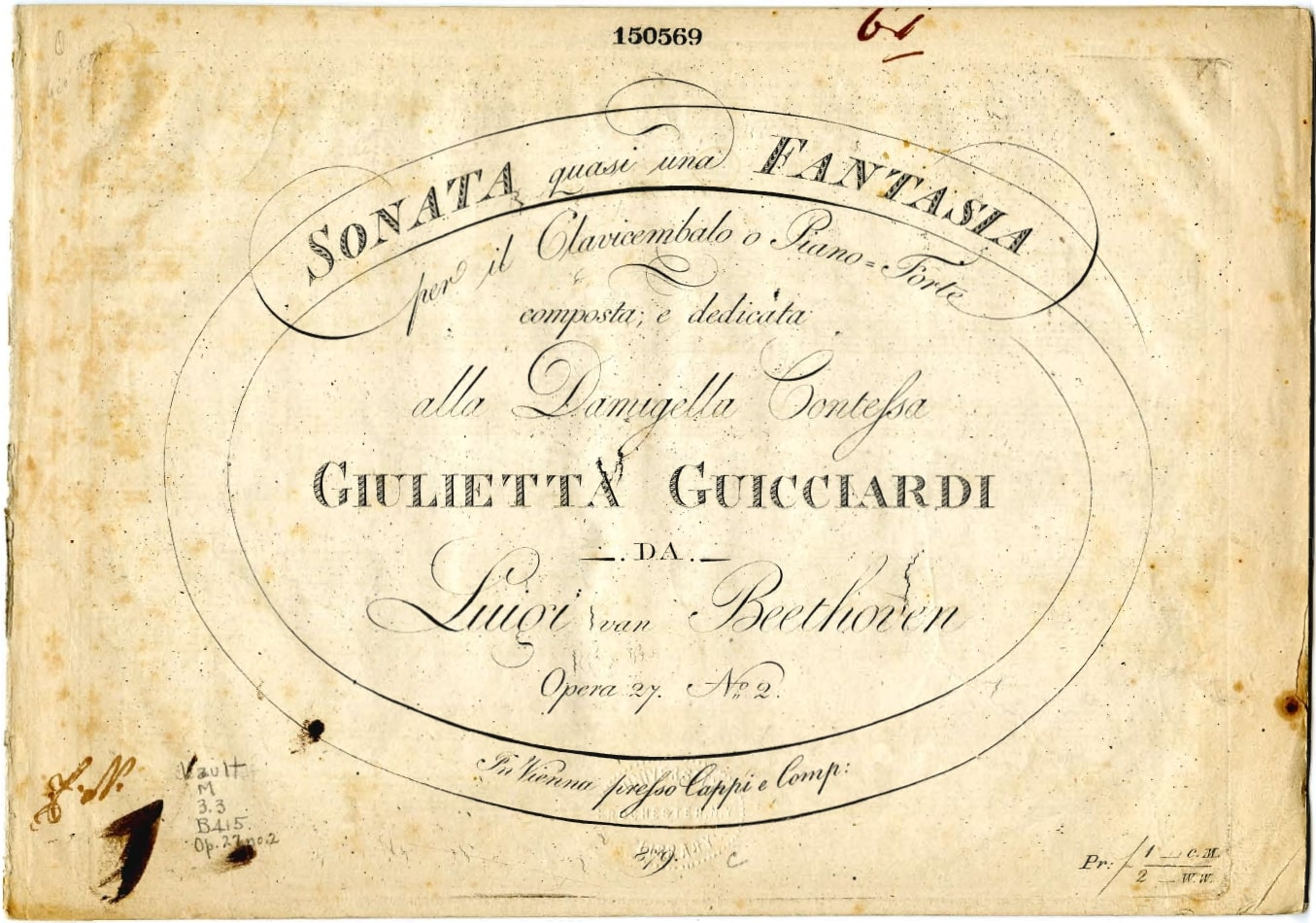
صفحهٔ عنوانِ چاپ نخستِ نُت‌های سوناتِ پیانو معروف به سونات مهتاب، منتشرشده در وین، ۱۸۰۲

## زندگی
جولیتا گویچاردی در سال ۱۷۸۲ در پرزمیسی به دنیا آمد. او، به همراه پدر و مادرش، در ماه ژوئن ۱۸۰۰ از شهرِ تریسته به وین نقل مکان کرد. زیباییِ «جولی» -نامی که در خانواده‌اش به آن معروف بود- توجه اشراف و خانواده‌های مرفه را جلب‌کرد. او را بسیار زود با آهنگسازی آماتور به نام کُنت فون گالِنبِرگ‏ (۱۷۸۰–۱۸۳۹) نامزدکردند. آن دو در ۱۴ نوامبر ۱۸۰۳ ازدواج کردند و سپس به ناپل عزیمت‌کردند. جولی ۲۰ سال در ایتالیا زندگی کرد.
در واپسین سال‌ها، بسیار مورد توجه بود و به‌ویژه کُنت هِرمان فون پوکلِر-موسکاو از مشوقانِ بنام او بود.
او در وین در سال ۱۸۵۶ درگذشت.

## آشنایی و ارتباط با بتهوون
بتهوون از طریق خانوادهٔ «برونسویک» جولیتا گویچاردی آشنا شد. بتهوون، به‌خصوص با دخترخاله‌های جولیتا، یعنی با خواهرانِ تِرِز (۱۷۷۵–۱۸۶۱) و ژوزِفین برونسویک (۱۷۷۹–۱۸۲۱)، بسیار صمیمی بود. ژوزِفین برونسویک احتمالاً مهم‌ترین زن در زندگی بتهوون بود و از سال ۱۷۹۹ نزدِ آهنگسازِ بزرگ پیانو می‌آموخت.
بتهوون در ۱۸۰۲ یکی از آثار بسیار معروفش سونات پیانو شماره ۱۴ در دو دیِز مینور، اُپوس ۲۷ شماره ۱ را -که امروزه به سونات مهتاب معروف است- به او تقدیم کرد. البته نام «مهتاب» را یکی از منتقدان موسیقی به نام لودویگ رِلْشْتاب، چند سال بعد از درگذشتِ آهنگساز، در سال ۱۸۳۲ به آن داد.
بتهوون در اواخر سال ۱۸۰۱ معلم پیانوی گویچاردی شد و ظاهراً شیفتهٔ او شد. بتهوون، در نامه‌ای که به تاریخِ ۱۶ نوامبر ۱۸۰۱ به دوستش
فرانتس گرهارد وِگلِر نوشت و از زندگی و حس عاطفیِ آن دوره‌اش گفت، منظورش از «دخترِ فریبنده» ظاهراً جولیتا است.
در فیلم معشوق جاودان (۱۹۹۴)، والریا گولینو نقشِ جولیتا را بازی می‌کند. جولیتا یکی از زنانی است که احتمال می‌رود مخاطبِ نامه‌ای از بتهوون با عنوان «معشوق جاودان» باشد؛ نامه‌ای که بتهوون هرگز برای هیچ‌کس نفرستاد.